# حمى نمشية
الحمى النمشية أو التيفوس (بالإنجليزية: Typhus) داء معد حاد تسببه ريكتسيا (Rickettsia) تعرف علميا باسم Rickettsia prowazekii. واحد من عدة أمراض متشابهة يكون المسبب الرئيس لها بكتيريا الكساح، يعود اسم المرض لمعنى مدخن أو ضبابي باليونانية؛ نسبة للحالة العقلية لدى المصابين بالمرض، وتعتبر جرثومة الكساح المسببة للمرض، وهي من الكائنات الطفيلية المجبرة على العيش داخل الخلايا وغير القادرة على البقاء لفترة طويلة خارج الجسم الحي. ينتشر في المواطن التي يزدحم فيها الناس وتسود أحوال غير صحية، وتنقله من شخص إلى آخر عن طريق قمل الجسم. ولقد كان الطبيب الفرنسي شارل نيكول أول من اكتشف هذه الحقيقة (عام 1909) فمنح من أجل ذلك جائزة نوبل في الطب لعام 1928. تتراوح فترة حضانته ما بين أسبوع وأسبوعين تظهر بعدها أعراضه وهي الصداع الشديد والقشعريرة والحمى والطفح الجلدي. وتستمر هذه الأعراض عادة نحوا من ثلاثة أسابيع يبرأ بعدها المصاب أو يقضي نحبه. وذلك هو التيفوس الوبائي. وعلى الرغم من أن كلمة التفوئيد تعني شبيه التيفوس، إلا إن كل من حمى التفوئيد ومرض التفوئيد مرضان مختلفان تماما، ويحصلان لأسباب مختلفة.
ومن التيفوس ضروب أخرى تنقلها إلى الإنسان البراغيث، والقرادات (Ticks) وغيرها. ويتفشى التيفوس في أيام الحروب والمجاعات والكوارث الطبيعية. وخلال الحرب العالمية الأولى والسنوات القليلة التي تلتها مات بالتيفوس أكثر من ثلاثة ملايين شخص في ألمانيا وبولندا وروسيا. والتيفوس يعالج بالتزام قواعد النظافة وبالتتراسيكلين ومبيدات الحشرات. وتتم الوقاية منه، إلى حد ما، بلقاح خاص.

## الأعراض والدلائل
تعود الأعراض والدلائل الآتية على وصف التفوئيد الأكثر شيوعًا، باعتباره أحد أهم أنواع المرض، وتبدأ أولى أعراضه بحمى مفاجئة وقشعريرة وصداع وأعراض أخرى مشابهة لأعراض الرشح، وتظهر هذه الأعراض بعد 1-3 أسابيع من التقاط العدوى، وبعد خمس إلى تسع إيام من ظهور الأعراض يبدأ طفح جلدي بالانتشار على جذع المصاب وينتقل في ما بعد إلى الإطراف، وينتهي بانتشاره قي جميع إجزاء الجسم، الوجه وباطن الكفين والقدمين.

## الأسباب
تدخل كلمة التفوئيد في وصف العديد من الأمراض منها:
| الحالة                    | البكتيريا المسببة               | العائل - الكائن المصاب        | ملاحظات |
| ------------------------- | ------------------------------- | ----------------------------- | --- |
| التفوئيد الوبائي          | جرثومة الكساح البروفاسيكية      | القمل المتطفل على جسم الانسان | عند ذكر مصطلح التفوئيد دون اضافة يكون المقصود هذا المرض، حيث يتم استخدامه بالمراجع التارخية.                                                        |
| تفوئيد الفئران – مرض مزمن | جرثومة الكساح التيفية           | البراغيث المتطفلة على الفئران | |
| تايفوس الاكالية           | جرثومة ارنتيا التسوتسو- غاموشية | عت الحصاد المتطفل على القوارض | على عكس كل من الحالتين السابقتين وبالرغم من وجود كلمة تايفوس الا ان هذا المرض لا يصنف من عائلة التفوئيد بل من مجموعة امراض المتعلقة بالحمى المبقعة. |

## الوقاية
من الطرق الفعَّالة للوقاية من التفوئيد هي أخذ سلسة مطاعيم وقائيَّة قبل السفر لأي من المناطق الموبوءة وتجنب التعرض للقمل.

## العلاج
بدون الحصول على علاج تحدث الوفاة في 10-60% من المُصابين بالتفوئيد الوبائي، مع العلم أن المرضى الذين تزيد أعمارهم عن 60 عامًا هم الأكثر عُرضة للموت، ولكن حاليًا في عصر المضادَّات الحيويَّة الموت ليس شائعًا إذا تم إعطاء ديوكسيسلين؛ حسب دراسة أجريت على 60 مريض يُعاني من التفوئيد، لم يمُت أيُّهم عند استخدام المضادَّات الحيويَّة ديوكسيسلين أو كلوروفينيكول.
أو استخدام الأزيثروميسين (واحد من العلاج بالعقاقير)، الكلورامفينيكول أو التتراسيكلين.

## إحصائيًا
وفقًا لمنظمة الصحة العالميَّة، يقتل التفوئيد ما يُقارب 0.2 من كل مليون شخص سنويًا.
حاليًا يوجد عدد قليل من المناطق الموبوءة بالتفوئيد؛ فقد تم تسجيل العديد من الحالات منذ أواخر القرن العشرين في بروندي وروندا وأثيوبيا والجزائر، ومنذ عدَّة سنوات في كل من أمريكا الجنوبيَّة والوُسطى.
باستثناء حالتين، جميع الحالات التي تم تسجيلها في الولايات المُتحدة الأمريكيَّة حدثت غرب المسيسبِّي، وعندما تم فحص الحالات الحادثة في بنسيلفينيا، وُجِد أنَّ مصدر العدوى هي السناجب الطائرة ، ومع ذلك يبقى انتقال التفوئيد الوبائي من الحيوانات البريَّة نادر الحدوث في الولايات المُتَّحِدة؛ حيث تمَّ توثيق 47 حالة فقط منذ عام 1976 إلى 2010.

## تاريخيًا

### العُصور الوُسطى

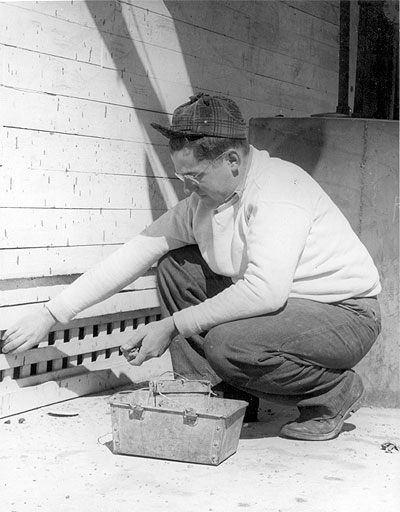
عامل خدمة مدنيَّة العامة يضع سُمًا للجرذان للتحكم بالتفوئيد في غولفبورت في الميسسبي عام 1945

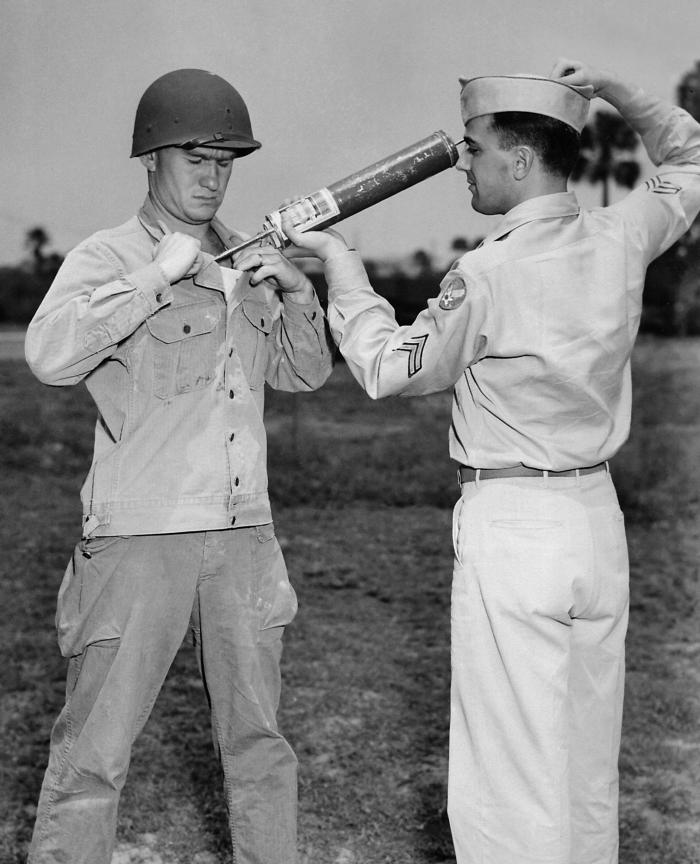
جندي أمريكي يُبيِّن كيفيَّة استعمال مُعدَّات اليد لرش الـDDT والتي كانت تُستخدم للتحكم بانتشار القمل الحامل للتفوئيد.

ظهر أول وصف موثَّق للتفوئيد أثناء الحصار الإسباني لغرناطة عام 1489؛ حيث تم وصف حالات إصابة بالحُمَّى وظهور بقع حمراء على اليدين والظهر والصدر، وأعراض قد تصل للهذيان وقروح مُصابة بالغرغرينا ورائحة جلد مُتعفِّن، وقد خسِر الإسبان ما يُقارب 3000 رجل في المعركة و17000 للتفوئيد.
كان التفوئيد شائعًا في السجون وكان يُعرف باسم حُمَّى الأريوتيتيس، وكان ينتقل هناك من خلال القمل عند تجمُّع المساجين في الزنازين المُظلِمة القذرة، ففي ذلك الوقت كانت جُملة «مسجون حتى الفصل القادم من المحكمة» مساوية لحكم بالموت، وقد تنتقل العدوى من القُضاة وأعضاء المحكمة من المساجين حين يتم إحضارهم للمحكمة، فبعد محكمة الجنايات التي عُقِدت في أكسفورد عام 1577 والتي عُرِفَت لاحِقًا باسم «الجنايات السوداء» أكثر من 300 شخص لقوا حتفهم من التفوئيد بمن فيهم الرئيس البارون والمسؤول عن الخزينة السير روبرت بيل، وأثناء محكمة الجنايات الحادثة في تاونتن عام 1730 تسبب التفوئيد بموت حاكم ويلز والرقيب الأول ومئات آخرين، ففي وقت أُعدم فيه 241 شخص بسبب جرائم مُعيَّنة، مات عدد أكبر من المساجين بسبب حُمَّى السجن ممن أُعدُموا علنًا في المملكة البريطانيَّة، وعام 1759 أصدرت الحكومة البريطانيَّة بيانًا صرَّحت فيه أنَّ رُبع السجناء ذاك العام تُوفُّوا بسبب حُمَّى السجن، وفي لندن انتشر التفوئيد بين السجناء في سجن يونيتد ومن ثم للمجتمع المحلّي، وفي شهر أيار عام 1750، أُصيب عُمدة لندن السير صاموئيل بنيت وعدد كبير من موظفيّ المحاكم بالتفوئيد بعد حضور محاكمة أولد بيلي؛ فقد كانت قاعة المحكمة مُلحقة بسجن نيوغيت.
ما بين القرن السادس عشر والتاسع عشر كَثرت الأوبئة في جميع أنحاء أوروبا بما في ذلك الحرب الأهليَّة الإنجليزيَّة وحرب الثلاثين عام والحروب النابليونيَّة ، وقد كانت هذه الأوبئة من عدَّة أنواع ومات بها العديد من المقاتلين والمدنيين، خاصة في ألمانيا والأراضي المُحيطة بها من العام 1618 إال 1648، فوفقًا ليوسن باتريك: «بحلول نهاية الحرب، قتل التفوئيد أكثر من 10% من مجموع سُكّان ألمانيا، وبلغت نسبة المرض في ذلك العام 90% من ضحايا أوروبا».

### القرن التاسع عشر
أثناء تراجع نابليون من موسكو عام 1812 قَتل التفوئيد من الجنود الفرنسيين أكثر مما قُتل أثناء المعارك مع الروس.
وقع بين عامي 1816 و1819 وباء كبير في إيرلندا خلال المجاعة التي حدثت بسبب انخفاض درجات الحرارة في جميع أنحاء العالم المعروفة ب«السنة بدون صيف»، ومات ما يُقدَّر بـ100000 ايرلندي، ثم ظهر التفوئيد ثانيةً في أواخر ثلاثينيَّات القرن التاسع عشر، وحصل وباء آخر أثناء المجاعة الإيرلنديَّة العُظمى ما بين عامي 1846 و1849، لينتقل التفوئيد الإيرلندي إلى إنجلترا حيث كان يُطلق عليها الحُمَّى الإيرلنديَّة وكانت تُعرف بانتشارها، حيث أصابت أشخاصًا من كل الطبقات الاجتماعيَّة: فقد كان القمل وباءً لا يُمكن الهرب منه، ولكنه أحدث أسوأ تأثير في الطبقات الدُّنيا.
في الولايات المُتَّحِدة، تفشى وباء التفوئيد في فيلادلفيا عام 1837 وأدّى إلى مقتل ابن الرئيس الرابع عشر للولايات المُتحدة فرانكلين بيرس في كونكورد في نيو هامبشير عام 1843، لحقها عِدَّة حالات في كم من بالتيمور وممفيس والعاصمة واشنطن ما بين عامي 1865 و1873.
كما كان التفوئيد عاملًا مُساهمًا في الموت أثناء الحرب الأهليَّة الأمريكيَّة، مع أن حُمَّى التوفئيد كانت السبب الشائع لحُمَّى المُخيَّم أثناء الحرب، والتي تُسبِّبُها باكتيريا السالمونيلا تايفي تختلف تمامًا عن مرض التفوئيد، [وتختلف أيضًا عن سالمونيلا انتيريكا المُسبِّبة لتسمم الطعام].
في كندا، عام 1847، قتل الوباء أكثر من 20000 شخص مُعظمهم من المُهاجرين ايرلنديين، الذين تواجدوا في حظائر الحُمَّى أو الحجر الصحي على متن السُّفن المُكتظة بالفارِّين من المجاعة الإيرلنديَّة الكُبرى، لا سيَّما أن خدمات الصرف الصحِّي كانت غير متوافرة بالشكل الجيِّد، ولم يكُن هناك تصوُّر عن كيفيَّة انتشار المرض.

### القرن العشرين

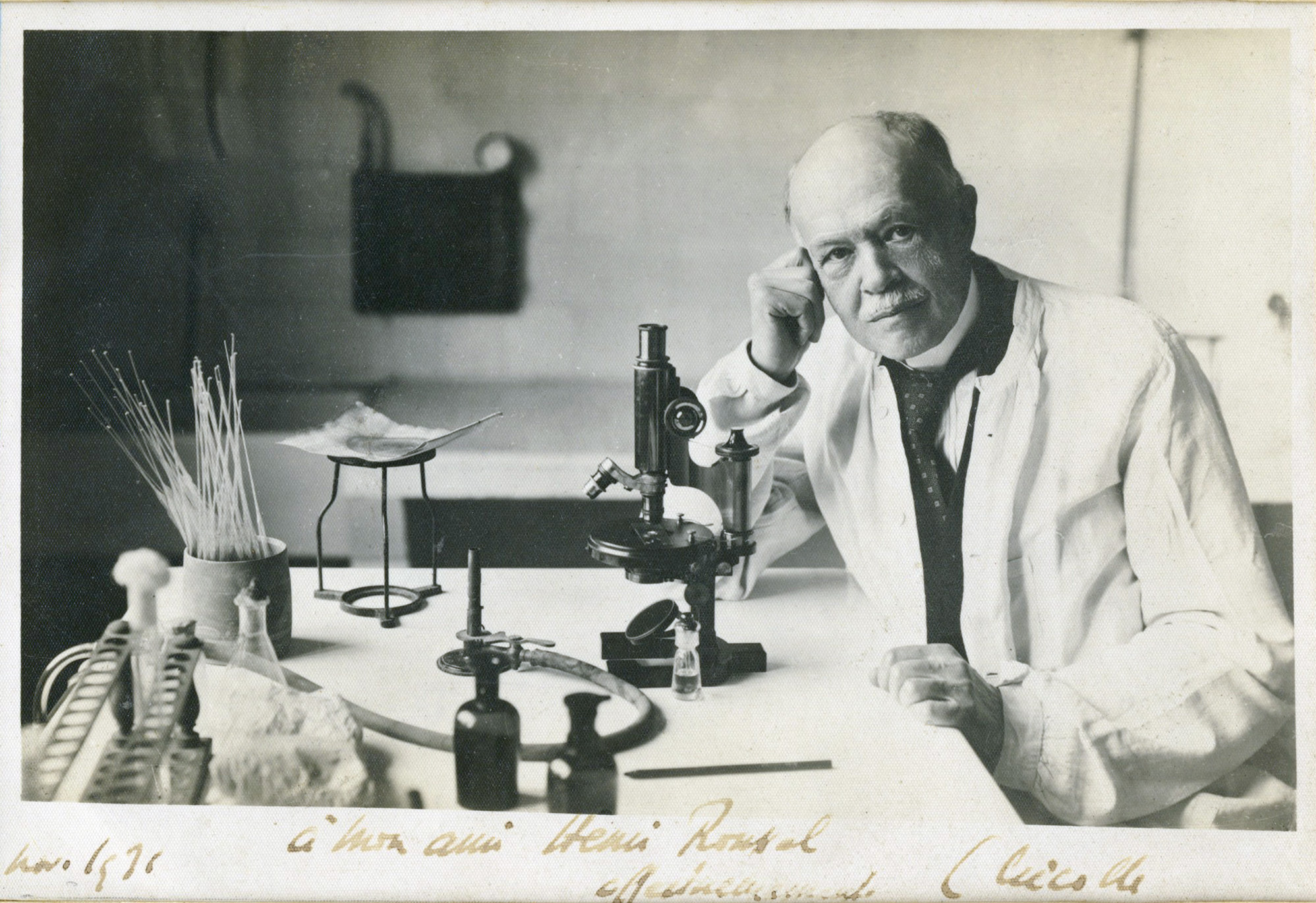
تشارلز نيكول والذي فاز بجائزة نوبل للطب عام 1928 لاكتشافه أن القمل ينقل التفوئيد.

خلال الحرب العالميَّة الأولى، تم إنشاء العديد من محطَّات إبادة القمل للقوَّات على الجهة الغربيَّة من المعارك، وبذلك تم تفادي وقوع الوباء وحدوث وفيَّات، ولكنَّه انتشر ودمَّر جيوش الجبهة الشرقيَّة؛ حيث كانت أعداد الوفيَّات في صربيا وحدها تُقدَّر بـ150000 حالة، وكانت الوفيَّات ما بين 10-40% من المُصابين، وكان التفوئيد السبب الرئيس للوفاة بين الممرضين في ذلك الوقت.
وصل وباء التفوئيد ذروته في الأراضي السوفيتيَّة عام 1922، حيث قُدِّرت الحالات بـ20-30 مليون حالة في روسيا، وعلى الرُّغم من أنَّ حالات التفوئيد وصلت لـ4 مليون حالة مُبلَّغ عنها في بولندا، إلّا أن الجهود المبذولة للحد من انتشار المرض نجحت إلى حد كبير عام 1921، وذلك من خلال جهود رُّواد الصحة العامة مثل هيلين سبارو ووردلوف ، وانتشر الوباء أيضًا أثناء الحرب الأهليَّة الروسيَّة بين الجيوش الحمراء والبيضاء ليقتل التفوئيد 3 ملايين شخص مُعظمهم من المدنيين.
خلال الحرب العالميَّة الثانيَّة، قُتل العديد من من أسرى الحرب الألمان بعد انتشار التفوئيد في ستالينغارد، حيث اقتصرت الضحايا على مُعسكرات أسرى الحرب ومعسكرات الاعتقال النازيَّة؛ حيث كان يُعاني المُحتجزين فيها من ظروف حياة غير صحيَّة، ويمكن رؤية صور لبعض ضحايا المقابر الجماعيَّة في مُعتقل بيرغن- بيسلن.
من بين آلاف السُّجناء في مُعسكرات الاعتقال مثل ثيريزينستادت وبيرغن- بيلسن الذين ماتوا بالتفوئيد، كانت آن فرانك ذات الخمسة عشر عامًا وأختها مارغوت وعُمرها 19 عامًا، وتم التَّخلُّص من الكثير من الأوبئة في فوضى ما بعد الحرب باستخدام الـDDT الذي تم اكتشافه حديثًا لقتل القمل لدى الملايين من اللاجئين والمُهاجرين القسريين.
طوِّر أول لقاح للتفوئيد من قبل عالم الحيوان البولنديَّ رودولف فايغل في الفترة المُمتدَّة بين الحربين العالميَّتين ، وطُوِّرَت عِدَّة لقاحات أقل خُطورة وكُلفة بعد الحرب العالميَّة الثانيَّة، ومنذ ذلك الوقت حصلت بعض الأوبئة في آسيا وأوروبا الشرقيَّة والشرق الأوسط وأجزاء من أفريقيا.